# Yves Kummer
Yves Kummer (1965) is een Nederlands Rugby Union-speler. 
Kummer speelde voor Leidse Rugbyclub DIOK en werd vanaf eind jaren 80 tienmaal achtereen landskampioen rugby. Tevens kwam hij 84 keer uit voor het Nederlands rugbyteam. In 1994 ontving hij een uitnodiging om uit te mogen komen voor de Barbarians, het wereldrugbyteam tijdens haar paastour. Tegenwoordig is hij rugby-analist voor Nos Studio sport. Kummer is de zoon van Yvonne Bitter en Céline-vertaler Emanuel Kummer.